# Callyna japonibia
Callyna japonibia är en fjärilsart som beskrevs av Embrik Strand 1920. Callyna japonibia ingår i släktet Callyna och familjen nattflyn. Inga underarter finns listade i Catalogue of Life.